# 陈东乡
陈东乡，是中华人民共和国福建省龙岩市永定区下辖的一个乡镇级行政单位。

## 行政区划
陈东乡下辖以下地区：
陈东村、岩太村、古龙村、园东村、蕉坑村、石岭村、共星村、城东村、榕蛟村和高丰村。